# Parc central de Kaliningrad
Le Parc central de Kaliningrad (russe : Центральный парк Калининграда) est un parc à Kaliningrad, en Russie. Il était connu sous le nom de Luisenwahl quand il faisait partie de Königsberg, en Allemagne, jusqu'en 1945.

## Histoire

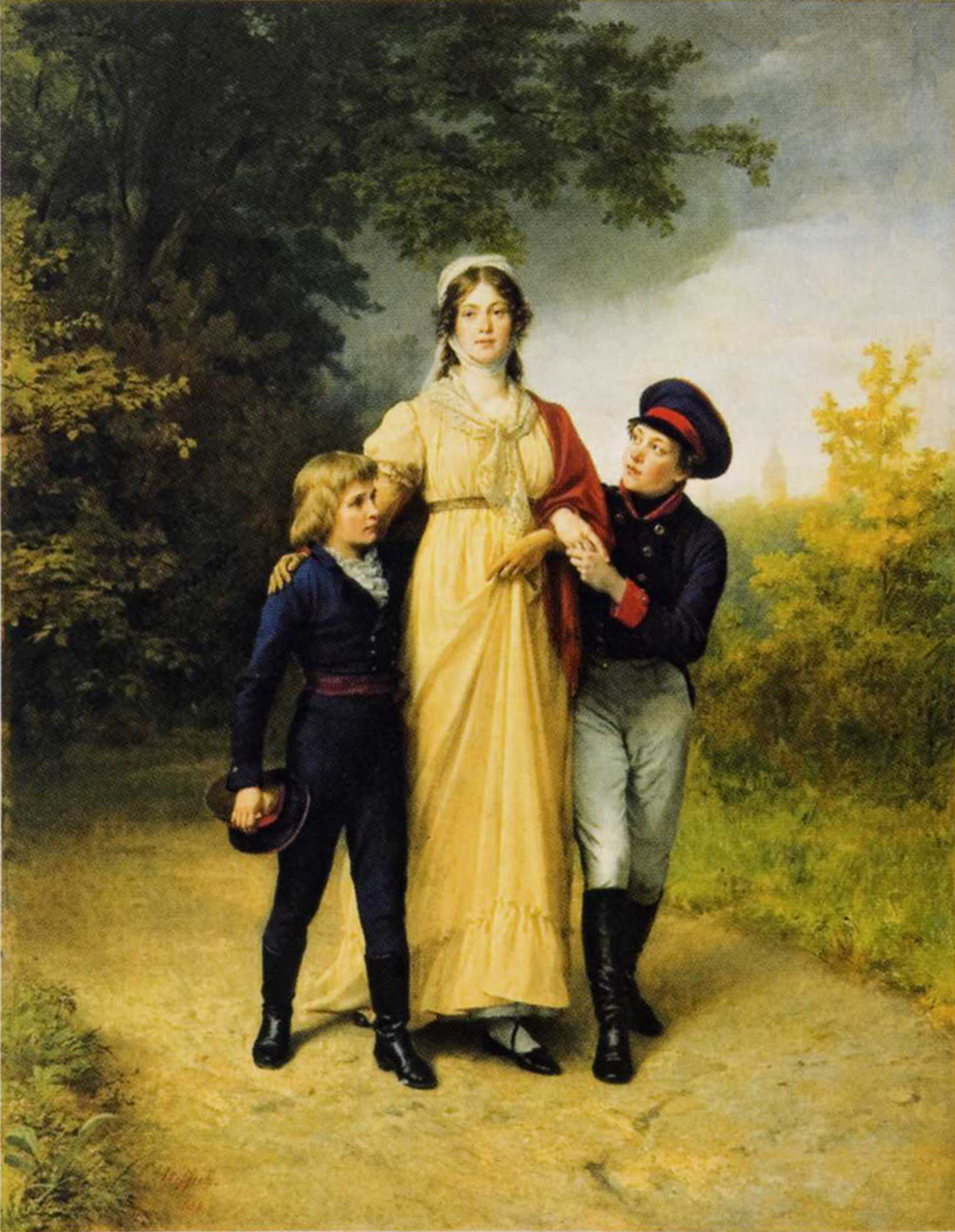
La reine Louise avec ses fils Frédéric-Guillaume et Guillaume dans le parc Luisenwahl. Peinture de Carl Steffeck, 1886.

Le Luisenwahl était situé dans les quartiers Mittelhufen (de) et Amalienau au nord-ouest de Königsberg. Le domaine Pojenter était situé au nord de l'Alter Pillauer Landstraße à la fin du XVIIIe siècle. Outre le manoir et une allée de tilleuls, le domaine contenait également des forges et des maisons pour les journaliers. Schmand et Berliner Weisse ont été produits dans le bâtiment Milchhäuschen, qui a été démantelé en 1914.
En 1786, Theodor Gottlieb von Kippel l'Ancien a acquis Pojenter, ainsi que des terres s'étendant de la Chausseehaus sur la Landstraße à un sentier qui est devenu plus tard Hufen-Allee. Une décennie plus tard, le terrain a été acheté par le fonctionnaire de l'école Christoph Wilhelm Busolt (de), qui a rebaptisé le parc Louisenwahl en l'honneur de sa femme, Louise (née Gramatzki).
Le roi Frédéric-Guillaume III de Prusse et son épouse Louise ont choisi le manoir comme résidence d'été lors de leur séjour à Königsberg en 1808-1809. En 1829, le manoir, rebaptisé depuis le Luisenhaus, a été séparé du reste du parc par la construction d'une route passant par Hufen (de) et Lawsken (de).
Guillaume Ier, qui avait visité le parc enfant et à nouveau en 1861 lors de son couronnement en tant que roi de Prusse, a acheté le terrain en 1872. Le Luisendenkmal, un mémorial à la reine Louise, a été consacré en 1874 au point culminant du parc; l'endroit pittoresque avait été favorisé par la reine. L'église du Souvenir de la Reine-Louise (de), devenu le théâtre de marionnettes de Kaliningrad, a été inauguré dans le coin nord-ouest du parc en 1901, à l'occasion du 200e anniversaire du Royaume de Prusse.
L'empereur Guillaume II a accordé le parc à la ville de Königsberg en 1914. Une stèle de Walter Rosenberg en l'honneur de Franz Schubert a été dévoilée dans un petit amphithéâtre du parc en 1928. L'hiver rigoureux de 1929-1930 a gelé le verger sur les collines du Luisenwahl; les enfants l'ont ensuite utilisé pour la luge.
La souveraineté du parc est passée à l'Union soviétique après la Seconde Guerre mondiale, en 1945. L'administration soviétique l'a agrandie avec des terres des cimetières voisins et l'a renommée en Parc Mikhaïl Kalinine. Désormais connu sous le nom de Parc central de Kaliningrad, il contient des monuments du baron de Münchausen et de Vladimir Vyssotski, ainsi qu'une architecture allemande d'avant-guerre.
L'administration du parc est située dans le bâtiment de l'ancien pavillon de chasse de Rominten (de), qui a été transféré dans la lande de Rominten (de) au parc.

## Galerie

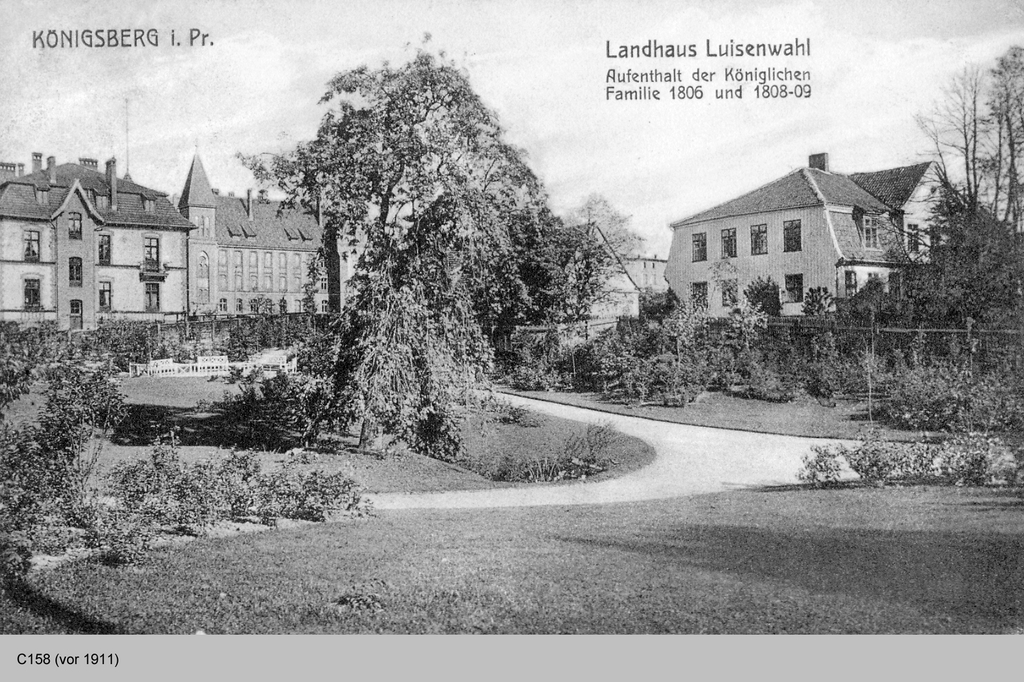
Luisenhaus
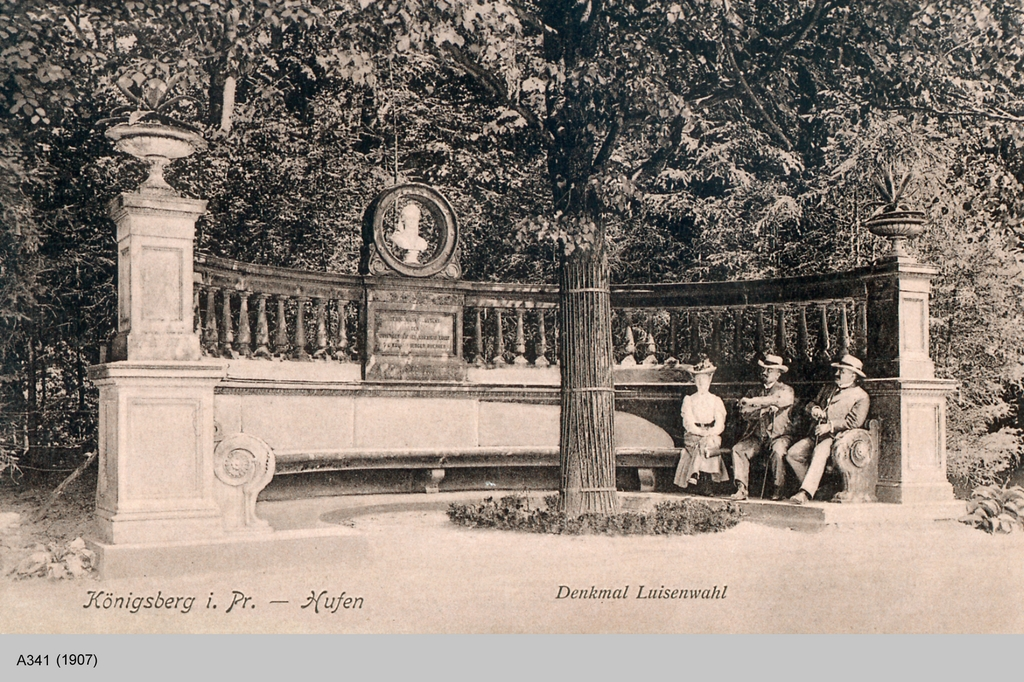
Luisendenkmal
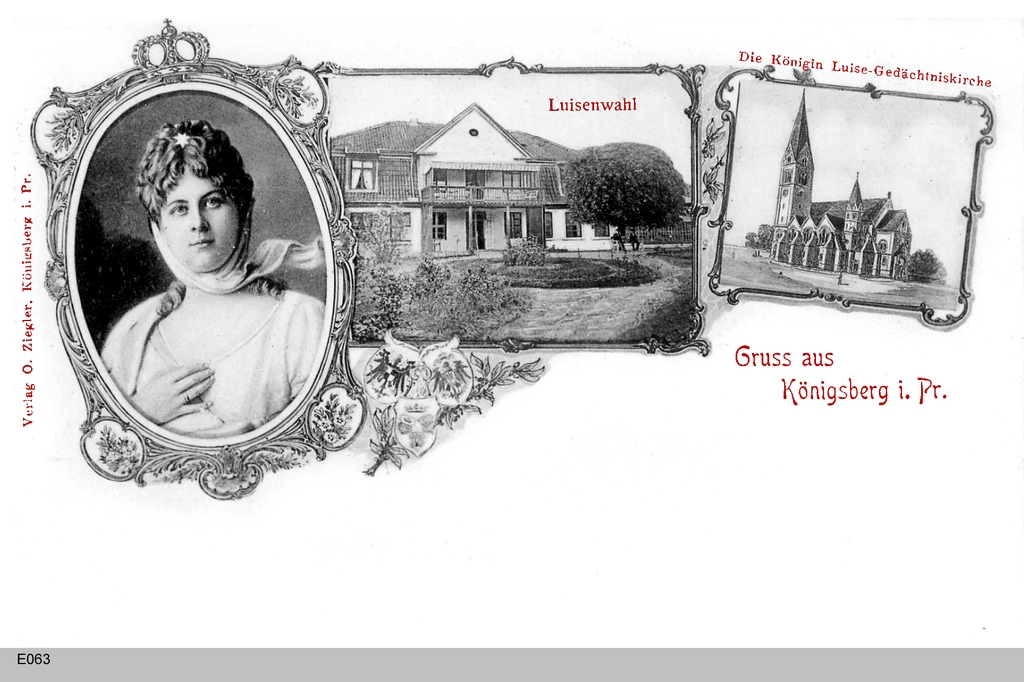
Sites touristiques à Luisenwahl